# Cooperativa agricola italiana

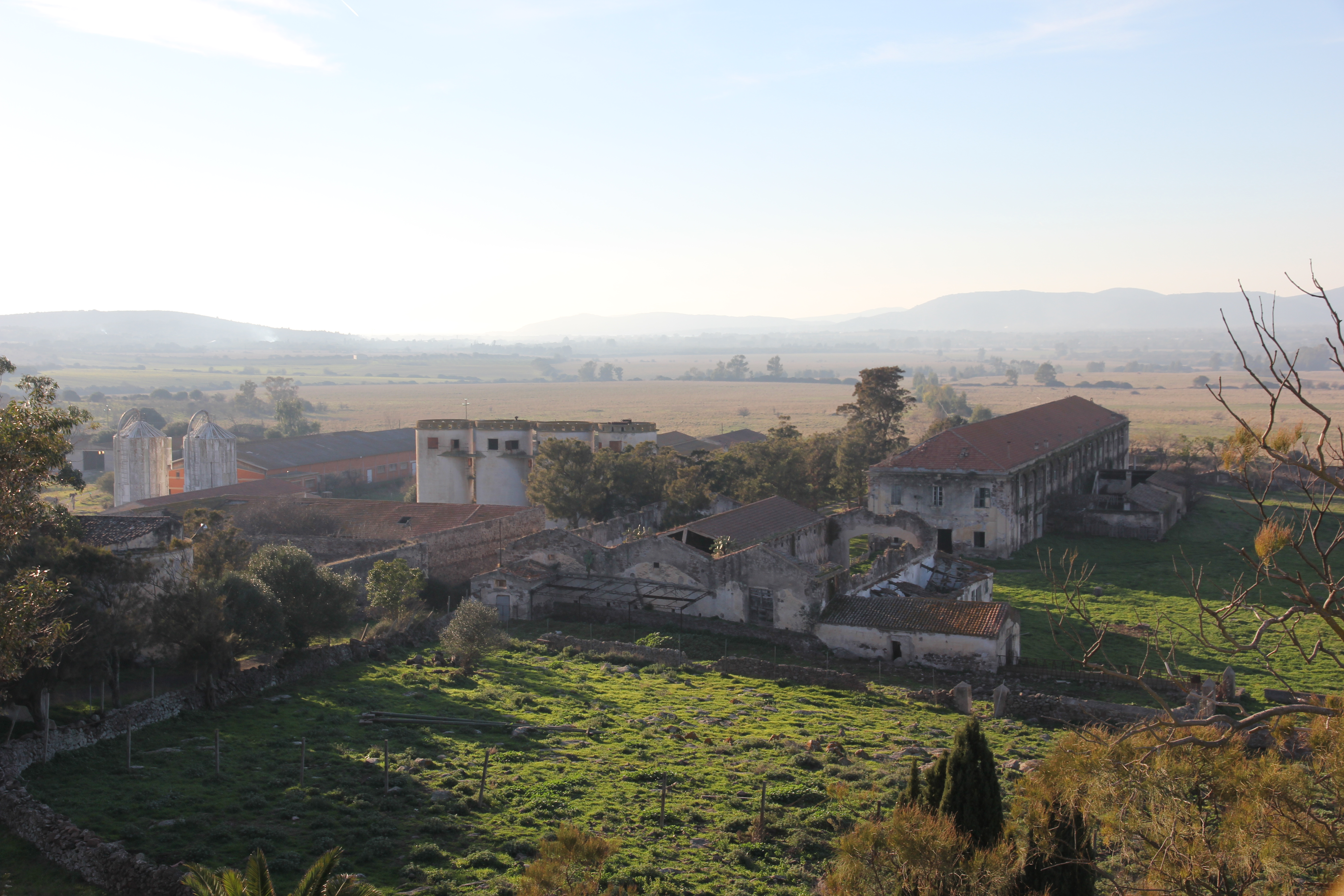
L'ex azienda Surigheddu

La Cooperativa agricola italiana venne fondata a Milano, il 21 luglio 1891, da Augusto Perussia, Giulio Fornara e Gastone Chiesi, con l'intento di istituire una società mutua di utilità pubblica avente gli obiettivi colonizzare, coltivare e rifertilizzare le terre italiane lasciate incolte e di fornire previdenza e assistenza alla classe contadina.
L'ideazione di questa cooperativa, ai tempi bollata dalla stampa conservatrice come "cooperativa socialista utopica" è da ascriversi principalmente alla volontà di Perussia, intellettuale torinese trapiantato a Milano, già fondatore della "Gazzetta Agricola" nel 1887 ed amico personale di Andrea Costa, Filippo Turati e Anna Kuliscioff, con i quali fu coinvolto nei moti di Milano del 1898, soffocati dalle cannonate di Bava Beccaris.
Negli anni precedenti alla fondazione della cooperativa, Perussia aveva iniziato una durissima campagna contro i latifondisti che mantenevano la classe contadina in uno status di precarietà economica e di ignoranza totale. Egli teorizzava una nuova classe agricola coinvolta in prima persona nella gestione delle terre lasciate incolte e confortata da una diffusa e gratuita istruzione che le permettesse di crescere intellettualmente e tecnicamente per competere con le classi agricole dei paesi più sviluppati d'Europa.
Data la prevedibile contrarietà della classe aristocratica e conservatrice verso tali teorie che gli avrebbe precluso qualsiasi affidamento di fondi demaniali, Perussia individuò una vasta area, denominata "Campo di Medole", posta nella zona nord del territorio di Medole, di proprietà comunale e sostanzialmente incolta, a causa del non favorevole stato pedologico del suolo e della carenza di opere d'irrigazione. Inoltre, la zona era stata completamente devastata, trent'anni prima, quale principale teatro della battaglia di Solferino e San Martino. Fu una scelta intelligente che consentì a Perussia di superare le dette ostilità, tramite l'appoggio del governo francese, il quale fece intendere di considerare con preoccupazione l'abbandono di quelle terre irrorate dal sangue delle migliaia di soldati francesi, lì caduti.
Ottenuta la concessione del fondo, di circa 250 ettari, Perussia chiamò una schiera di braccianti agricoli che, a quel tempo, passavano da un latifondo all'altro con masserizie e famiglie per offrire i loro servigi stagionali, formando una piccola comunità laboriosa e motivata. In brevissimo tempo vennero eretti numerosi fabbricati, scavati pozzi e creato un bacino per l'approvvigionamento idrico e, le terre, sottoposte a bonifica e piantumazione a frutteti.
L'esperimento della "cooperativa socialista utopica" funzionò e, con il contratto stipulato con l'azienda milanese Motta, incrementò talmente le proprie entrate da diventare il punto di riferimento economico di quella zona depressa.
Seguendo le proprie teorie, Perussia riuscì anche a dotare la fattoria di un edificio scolastico dove poter istruire i figli dei braccianti. Inoltre fondò un ente previdenziale intitolato alla moglie, la "Fondazione Emilia Perussia", ovvero la cassa di mutuo soccorso fra i coloni addetti alle proprietà sociali della cooperativa.

## La cooperativa Surigheddu

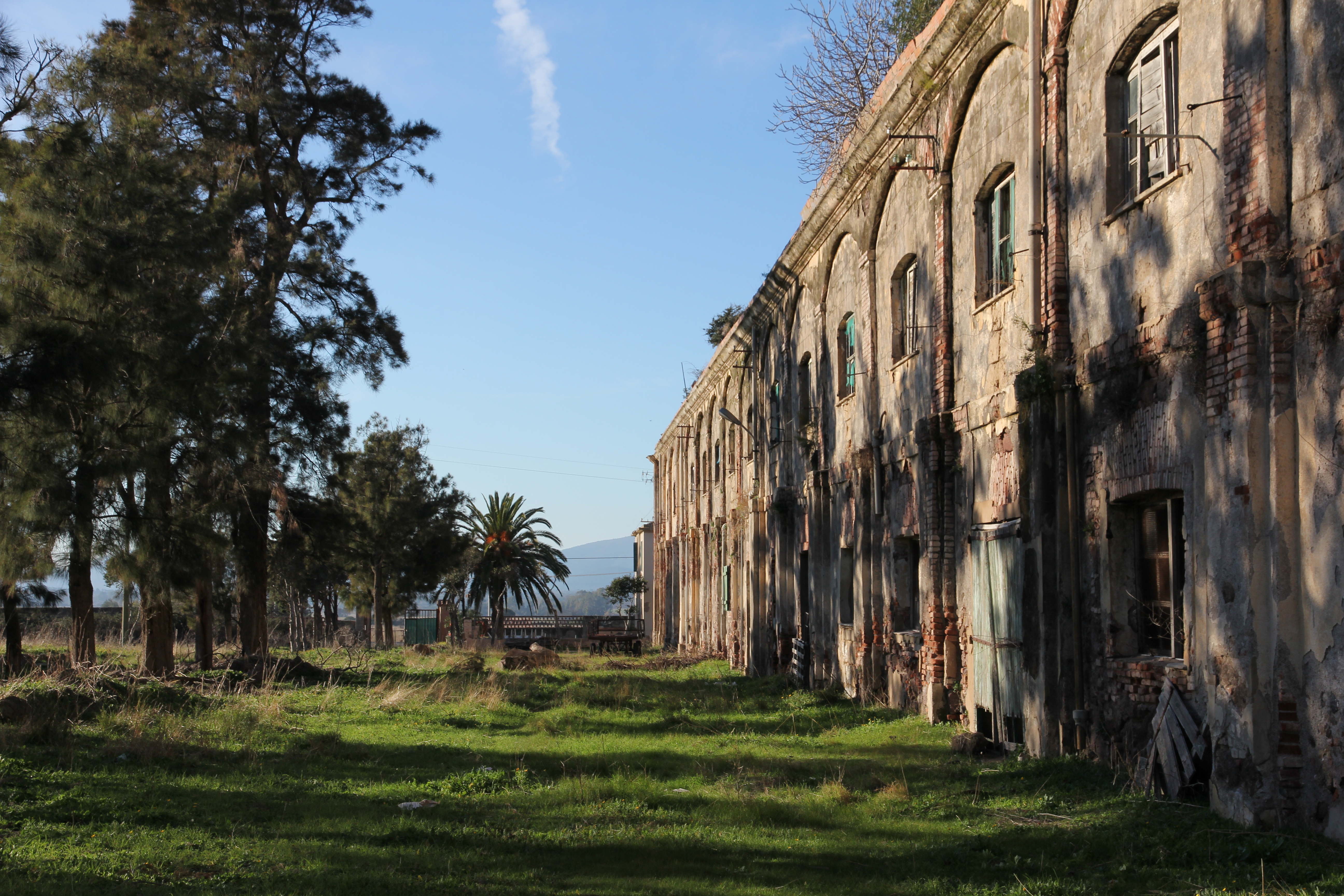
L'ex azienda Surigheddu

Nel 1893 lo stesso Leon Augusto Perussia insieme a Francesco Ingegnoli, visitò la Sardegna alla ricerca di terreni adatti alle loro iniziative. Il 6 ottobre 1897 Marie Lipke, moglie di Alfred von Tirpitz, vendette per 100.000 lire una tenuta di 384 ettari alla Cooperativa agricola italiana; questa li aveva acquisiti come azionista della Banque génèrale suisse, alla quale erano stati in garanzia per un prestito dal deputato socialista Andrea Costa, che qualche anno prima aveva dato autonomamente avvio alla colonizzazione con alcuni edifici ed una stalla. Cogliendo l'occasione della legge 2 agosto 1897, n. 382 portante provvedimenti per la Sardegna venne creata a Surigheddu, località all'uscita fra Olmedo (SS) ed Alghero lungo la SS 127 bis la prima borgata autonoma del mezzogiorno, che a partire dal minimo di 50 abitanti garantiva l'esenzione ventennale delle imposte comunali; anche per ingraziarsi la popolazione locale Paolo Solinas, proprietario di alcuni terreni vicini, divenne l'ufficiale di governo del nuovo centro.
Nel 1899 si contavano già tre strade di attraversamento e 200 ettari dissodati, ripartiti in appezzamenti da 10 ettari a rotazione quinquennale di frumento, orzo, avena, granoturco e fave, un primo gelseto di 500 piante ed un edificio di 1500 m2 oltre a chilometri di muri a secco, opera dei mastri murari di Putifigari; 600 pecore e 150 capi vaccini assicuravano la produzione del formaggio Surigheddu, già esportato in Belgio ed Africa, infine nel 1900 la tenuta prese il nome di Milanello Sardo. Nel 1905 divenne la prima tappa dei 450 partecipanti alla carovana del Congresso nazionale dell'agricoltura.
Dopo la morte del cavaliere Perussia nel 1913 a causa di un'emorragia cerebrale, si preferì la formula dei patti agrari di mezzadria fra Cooperativa e lavoratori, abbandonando l'originaria formulazione societaria, mentre importanti infrastrutture per il futuro dell'azienda, come un biforcazione ferroviaria da Molafà a Tissi (SS), si fecero attendere invano. Nel secondo dopoguerra si raggiunse il massimo storico di 600 addetti (in certi periodi affiancati anche da pastori albanesi) e la Cooperativa venne ceduta all'industriale chimico dei coloranti Pietro Saronio, desideroso di diversificare i suoi investimenti, metterli al riparo dai pericoli di un'invasione sovietica e costituire una riserva di caccia nella zona. Nel 1950 si trasferì la sede a Sassari e nel 1953 venne nominato direttore Mario Patta, uomo di fiducia di Saronio, che moltiplicò la produttività orientandosi prevalentemente all'allevamento; nel 1956 arrivò il premio nazionale per la Produttività, nel 1958 il premio regionale per la Migliore sistemazione idraulica e la Spiga d'oro sempre per la produttività di grano duro e grano da seme. Si arrivò ad una superficie di 940 ettari, 320 capi di bestiame ed alla realizzazione di un lago collinare dalla capacità di tre milioni di metri cubi d'acqua.
A causa di problemi familiari, la tenuta venne nuovamente ceduta nel 1975 al principe Fugaldi, che la unì alla tenuta Mamuntanas di ulteriori 327 ettari per un totale di 1321. Tuttavia l'indebitamento per i nuovi lavori provocò il graduale abbandono della produzione, l'abbandono totale a pascolo nel 1982 e nel 1986 la cessione fallimentare agli enti della Regione Sardegna. Nel 2001 è stato attivato presso l'ex-azienda il Centro per la conservazione e la valorizzazione della biodiversità vegetale dell'Università di Sassari impegnato nella tutela della biodiversità ed agrobiodiversità vegetale nel territorio; il centro è finanziato dalla Regione Sardegna e con fondi comunitari FEOGA.